# Niels Neergaard
Niels Thomasius Neergaard (Hjørring, 27 juni 1854 - Kopenhagen, 2 september 1936) was een Deens historicus en politicus voor de liberale Moderate Venstrepartij en sinds 1910 van Venstre.
Neergaard was in 1908-1909 eerste minister ('staatsminister') van Denemarken en opnieuw in 1920-1924, toen hij ook minister van financiën was. Hij was ook nog minister van financiën in 1926-1929. Zijn regering volgde op de constitutionele crisis tijdens de onderhandelingen over de teruggave van Noord- en Midden-Sleeswijk, de zogenaamde Paascrisis. Koning Christiaan X eiste van premier Zahle dat ook Flensburg naar Denemarken moest. Deze weigerde en trad af. De koning moest toegeven en Neergaard zou de parlementaire wens uitvoeren en alleen de teruggave van Noord-Sleeswijk (het huidige Zuid-Jutland) organiseren.
Zijn historische boek Under junigrundloven (1892-1916) wordt nog altijd beschouwd als het belangrijkste werk over de Deense politiek van 1848 tot 1866. In 1884 richtte hij bovendien het culturele en literaire tijdschrift Tilskueren op.
- Bibliothèque nationale de France: cb16609052f (data)
- Gemeinsame Normdatei: 1136284877
- Nederlandse Thesaurus van Auteursnamen: 192926837
- Système universitaire de documentation: 182028518
- Virtual International Authority File: 278130018
- WorldCat: E39PBJgt8TmQWMhhftdHjy4pfq